# Constantin Schmid
Constantin Schmid (27 november 1999) is een Duits schansspringer.

## Carrière
Schmid maakte zijn debuut in de wereldbeker in het seizoen 2016/2017. Bij zijn eerste wereldbekerwedstrijd op 30 december 2016 in Oberstdorf werd hij 47ste. De Duitser nam in 2017, 2018 en 2019 deel aan het jeugd-WK, waar hij in 2018 een zilveren medaille behaalde.

## Belangrijkste resultaten

### Wereldbeker
Eindklasseringen
| Seizoen   | Algm   | SV     | 4S     |
| --------- | ------ | ------ | ------ |
| 2017/2018 | 33e    | -      | 18e    |
| 2018/2019 | 38e    | 32e    | 23e    |
| 2019/2020 | n.n.b. | n.n.b. | n.n.b. |

### Grand-Prix
Eindklasseringen
| Jaar | Plaats |
| ---- | ------ |
| 2017 | 81e    |
| 2018 | 79e    |
| 2019 | 39e    |